# Wybory parlamentarne w Danii w 1988 roku
Wybory parlamentarne w Danii w 1988 roku zostały przeprowadzone 10 maja 1988. Wybory wygrała lewicowa partia Socialdemokraterne, zdobywając 29,8% głosów, co dało partii 55 mandatów w 179-osobowym Folketingu. Frekwencja wyborcza wyniosła 85,7%.
| Partia                       | % głosów | liczba mandatów |
| ---------------------------- | -------- | --------------- |
| Socialdemokraterne           | 29,8%    | 55              |
| Konserwatywna Partia Ludowa  | 19,3%    | 35              |
| Socjalistyczna Partia Ludowa | 13%      | 24              |
| Venstre                      | 11,8%    | 22              |
| Partia Postępu               | 9%       | 16              |
| Det Radikale Venstre         | 5,6%     | 10              |
| Centro-Demokraci             | 4,7%     | 9               |
| Chrześcijańscy Demokraci     | 2%       | 4               |
| Wspólna Droga                | 1,9%     | -               |
| Zieloni                      | 1,4%     | -               |
| Komunistyczna Partia Danii   | 0,8%     | -               |
| Lewicowi Socjaliści          | 0,6%     | -               |